# Sekant
För multiplikativa inversen av cosinus, förkortad "sec", se Trigonometrisk funktion.
En sekantlinje till en kurva är en rät linje som skär två eller flera punkter på kurvan. En sekantlinje kallas oftast för en  sekant, men det ordet används också ibland för enbart sträckan mellan de två punkterna på sekantlinjen.  Själva ordet sekant kommer från latinets "secare" som betyder "att skära" eller "att klippa", och används också för den trigonometriska funktion som har kortformen sec.

## Cirklar

Figur 1.Två röda sekanter som bildar kordorna och.

En rät linje som skär en cirkel i två punkter är en sekant till cirkeln och det avsnitt av sekanten som befinner sig mellan skärningspunkterna kallas korda.

### Sekantsatsen
Sekantsatsen, som egentligen bara är en "fortsättning på" kordasatsen utanför cirkeln, säger att för två sekanter till en cirkel som skär varandra i en punkt utanför cirkeln gäller (se figur 1):
{\displaystyle |{\overline {PA}}|\cdot |{\overline {PB}}|=|{\overline {PC}}|\cdot |{\overline {PD}}|}
Sekantsatsen följer direkt ur att trianglarna {\displaystyle \triangle PAD} och {\displaystyle \triangle PCB} är likformiga eftersom de har två (och därmed även tre) lika vinklar, {\displaystyle \angle APC} som ju är gemensam för trianglarna och {\displaystyle \angle PBC=\angle PDA}, vilket följer ur randvinkelsatsen. Likformigheten ger:
{\displaystyle {\frac {|{\overline {PA}}|}{|{\overline {PD}}|}}={\frac {|{\overline {PC}}|}{|{\overline {PB}}|}}\Leftrightarrow |{\overline {PA}}|\cdot |{\overline {PB}}|=|{\overline {PC}}|\cdot |{\overline {PD}}|}
Sekantsatsen kan "slås ihop" med kordasatsen till:
För två icke parallella sekanter gäller att produkten av avstånden från sekanternas gemensamma skärningspunkt till vardera sekantens två skärningspunkter med cirkeln är lika för båda sekanterna.

### Tangent-sekantsatsen
Tangent-sekantsatsen är sekantsatsens gränsfall då man i stället för den ena sekanten har en tangent. Satsen säger att för en sekant och en tangent (med tangeringspunkten {\displaystyle T}) till en cirkel gäller (figur 1):
{\displaystyle |{\overline {PT}}|^{2}=|{\overline {PE}}|\cdot |{\overline {PF}}|=|{\overline {PA}}|\cdot |{\overline {PB}}|=|{\overline {PC}}|\cdot |{\overline {PD}}|=\ ...}
Att {\displaystyle |{\overline {PT}}|^{2}=|{\overline {PE}}|\cdot |{\overline {PF}}|} där {\displaystyle {\overline {PF}}} går genom cirkelns medelpunkt (och sålunda har vi tre radier: {\displaystyle |{\overline {OT}}|=|{\overline {OE}}|=|{\overline {OF}}|=r}) kan visas med hjälp av Pythagoras sats eftersom vinkeln {\displaystyle \angle PTO} mellan tangenten och radien till tangeringspunkten är rät:
{\displaystyle {\begin{aligned}|{\overline {PT}}|^{2}&=|{\overline {OP}}|^{2}-|{\overline {OT}}|^{2}=(|{\overline {PE}}|+r)^{2}-r^{2}=\\&=|{\overline {PE}}|^{2}+2r|{\overline {PE}}|+r^{2}-r^{2}=|{\overline {PE}}|\cdot (|{\overline {PE}}|+2r)=\\&=|{\overline {PE}}|\cdot (|{\overline {PE}}|+|{\overline {EF}}|)=|{\overline {PE}}|\cdot |{\overline {PF}}|\end{aligned}}}
Eftersom tangent-sekantsatsen gäller för sekanten {\displaystyle {\overline {PF}}} gäller den via sekantsatsen för övriga sekanter också.

### Sekantvinkelsatsen

Figur 2.

Sekantvinkelsatsen säger att skärningsvinkeln mellan två ickeparallella sekanter som skär varandra utanför cirkeln är lika med halva skillnaden mellan medelpunktsvinklarna för de cirkelbågsegment sekanterna innesluter, med beteckningar som i figur 1 ovan:
{\displaystyle \angle BPD={\frac {\angle BOD-\angle AOC}{2}}}
Betrakta triangeln {\displaystyle \triangle PAD}, med hjälp av vinkelsumman i en triangel och randvinkelsatsen får vi:
{\displaystyle \angle BPD=180^{\circ }-\angle PAD-\angle ADP=180^{\circ }-(180^{\circ }-\angle BAD)-\angle ADC=}
{\displaystyle =\angle BAD-\angle ADC={\frac {\angle BOD-\angle AOC}{2}}}

I det fall att skärningspunkten mellan sekanterna ligger på cirkelns omkrets är sekantvinkelsatsen detsamma som randvinkelsatsen, eftersom sekantvinkeln är en randvinkel till cirkeln och därför lika med halva medelpunktsvinkeln för det enda cirkelbågsegmentet.

I det fall skärningspunkten ligger inuti cirkeln är sekantvinkeln lika med halva summan av medelpunktsvinklarna för cirkelbågsegmenten. Betrakta skärningspunkten {\displaystyle G} mellan {\displaystyle {\overline {AD}}} och {\displaystyle {\overline {BC}}} i figur 1. Med hjälp av randvinkelsatsen och vinkelsumman i {\displaystyle \triangle ABG} får vi:
{\displaystyle \angle BOD+\angle AOC=2\angle BAD+2\angle ABC=2\cdot (180^{\circ }-\angle AGB)=2\angle BGD=2\angle AGC\Leftrightarrow }
{\displaystyle \angle BGD=\angle AGC={\frac {\angle BOD+\angle AOC}{2}}}
I det ovanstående har vinklarnas belopp använts, men om man (som inom trigonometrin) låter vinklar anta negativa värden, det vill säga att {\displaystyle \angle AOC=-\angle COA}, så kan sekantvinkelsatsen formuleras entydigt. Om man flyttar skärningspunkten {\displaystyle G} mellan {\displaystyle {\overline {AD}}} och {\displaystyle {\overline {BC}}} via {\displaystyle G'} till {\displaystyle G''} i figur 2 närmar sig {\displaystyle A} och {\displaystyle C} varandra för att sammanfalla då skärningspunkten når cirkelns omkrets i {\displaystyle G'} och byta plats när den passerat denna ({\displaystyle G''}). Detta gör att medelpunktsvinkeln {\displaystyle \angle AOC} kommer att "mätas i motsatt riktning" och alltså byta tecken. Det är dock enklare att komma ihåg att "addera på insidan, subtrahera på utsidan", men en formulering med "trigonometriska vinklar" skulle kunna skrivas:
{\displaystyle \angle DGB={\frac {\angle DOB+\angle AOC}{2}}}

## Kurvor
Sekantlinjen kan användas för att approximera tangenten för en kurva i en punkt P. Om sekanten för kurvan definieras genom de två punkterna P och Q, med P fixerad och Q varierbar, så kommer sekanten att närma sig tangenten när Q närmar sig P (antag att punkten bara har en tangent).
Som en konsekvens av detta kan man säga att sekantens lutning, eller riktning, går mot tangenten.

### Sekantapproximationen

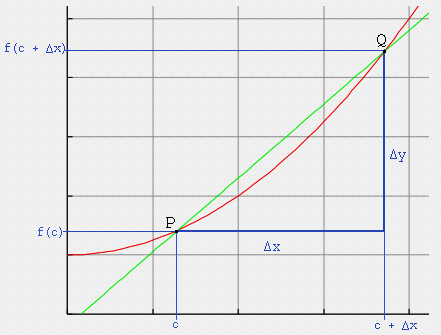
Sekantapproximation

Betrakta kurvan som definieras av y = f(x) i det kartesiska koordinatsystemet och betrakta punkten P med koordinater (c, f(c)) och en annan punkt Q med koordinater (c + Δx, f(c + Δx)). Lutningen k av sekantlinjen, uttryckta i P och Q, ges av
{\displaystyle k={\frac {\Delta y}{\Delta x}}={\frac {f(c+\Delta x)-f(c)}{(c+\Delta x)-c}}={\frac {f(c+\Delta x)-f(c)}{\Delta x}}}
Högerledet av ovanstående ekvation är en variant av Newtons deriveringskvot. När Δx närmar sig noll kommer uttrycket närma sig derivatan av f(c) under antagandet att derivatan existerar.